# Octavio de los Campos
Octavio de los Campos (Flores, 30 de junio de 1903 - 21 de septiembre de 1994) fue un arquitecto uruguayo, colaborador del diseño del Estadio Centenario.
En 1924 ingresa en la Facultad de Arquitectura (UdelaR); es alumno de Joseph Carré. En esta casa de estudios desarrolló una importante labor docente en las áreas de la Composición Decorativa y Proyectos, entre 1930 y 1952.
Asociado a Milton Puente e Hipólito Tournier, desarrollaron una importante labor proyectual. Se destaca el Edificio Centenario (1929) en la Ciudad Vieja de Montevideo. También colaboró con Juan Antonio Scasso en el proyecto del Estadio Centenario (1930). Son además de su autoría el Edificio El País (1933), la Universidad de Mujeres (1933), la Tienda Caubarrère (1949) y el Banco Aldave y Martínez (1960).

## Obras
- Edificio Centenario (1929), 25 de mayo e Ituzaingó
- Estadio Centenario (1930)
- Edificio El País (1933),
- Universidad de Mujeres (1933), actualmente el Instituto Batlle y Ordóñez (IBO)
- Tienda Caubarrère (1949)
- Banco Aldave y Martínez (1960)[2]